# 금수저 (만화)
《금수저》는 2016년 6월 10일부터 네이버 웹툰에서 토요일에 연재를 시작한 대한민국의 웹툰이다.
안녕하세요

## 개요
'부모님을 선택할 수 있다고!?' 후천적 금수저가 된 아이의 인생 어드벤처.

## 줄거리
흙수저로 물고 태어난 이승천, 아버지의 만화가에 대한 집착에 대해 질려 아버지를 증오를 하게 되며, 한 할머니에게 단돈 3000원으로 일명 '부모를 바꿀수 있는 금수저'를 구매해 이 수저로 동갑내기의 집에서 밥을 3번 먹으면 부모를 바꿀 수 있다는 말을 듣는데....

## 등장인물
- 이승천
- 할머니
- 황태용
- 이철
- 선혜
- 나주희
- 예진
- 오여진
- 오실장

## 금수저 사용 규칙
- 같은 나이대의 아이 집에서 사용해야 한다.
- 3개월, 3년, 30년마다 어느 가정에서 살아갈 것인지를 선택할 수 있는 기회가 주어진다.
- 첫 번째 선택할 때는 바꿀 아이의 집에서 세 끼를 먹어야 하지만, 두 번째 선택부터는 한 끼만 먹어도 바꿀 수 있다.
- 3개월, 3년, 30년마다 수저 파는 할머니를 찾아가면 할머니가 수저를 충전해준다. 이 충전은 3개월, 3년, 30년 동안 바뀐 아이로 살아갈 수 있도록 하는 것이다. 수저 파는 할머니는 숟가락만 충전한다.
- 금수저를 쓴 아이 외의 다른 아이가 그 수저로 밥을 먹게 되면, 수저의 주인의 수저에 대한 기억을 얻게 된다.
- 금수저를 써서 한 번 바꾸어버리면, 다시 바꿀 때에도 그 아이와 바꿀 수밖에 없다.
- 금수저 손잡이에는 다음 선택까지 며칠이 남았는지가 표시된다. 이 숫자는 금수저의 존재를 아는 사람만 볼 수 있다.
- 수저가 파괴되면, 바뀌었을 때의 기억과 추억이 사라진다. 다만, 그 사람 주변에 또다른 금수저 사용자가 있는 경우, 그 금수저 사용자는 기억을 가지고 있다.(이 규칙은 오여진의 말에 의한 것으로, 오여진의 말이 참이냐 거짓이냐에 따라서 내용이 바뀔 수도 있다.)